# Фестиваль Столица закатов (Нижний Новгород)
Фестиваль «Столи́ца зака́тов» — ежегодный мультижанровый музыкальный фестиваль в формате опен-эйр, который проходит в Нижнем Новгороде в течение всего лета.

## Название

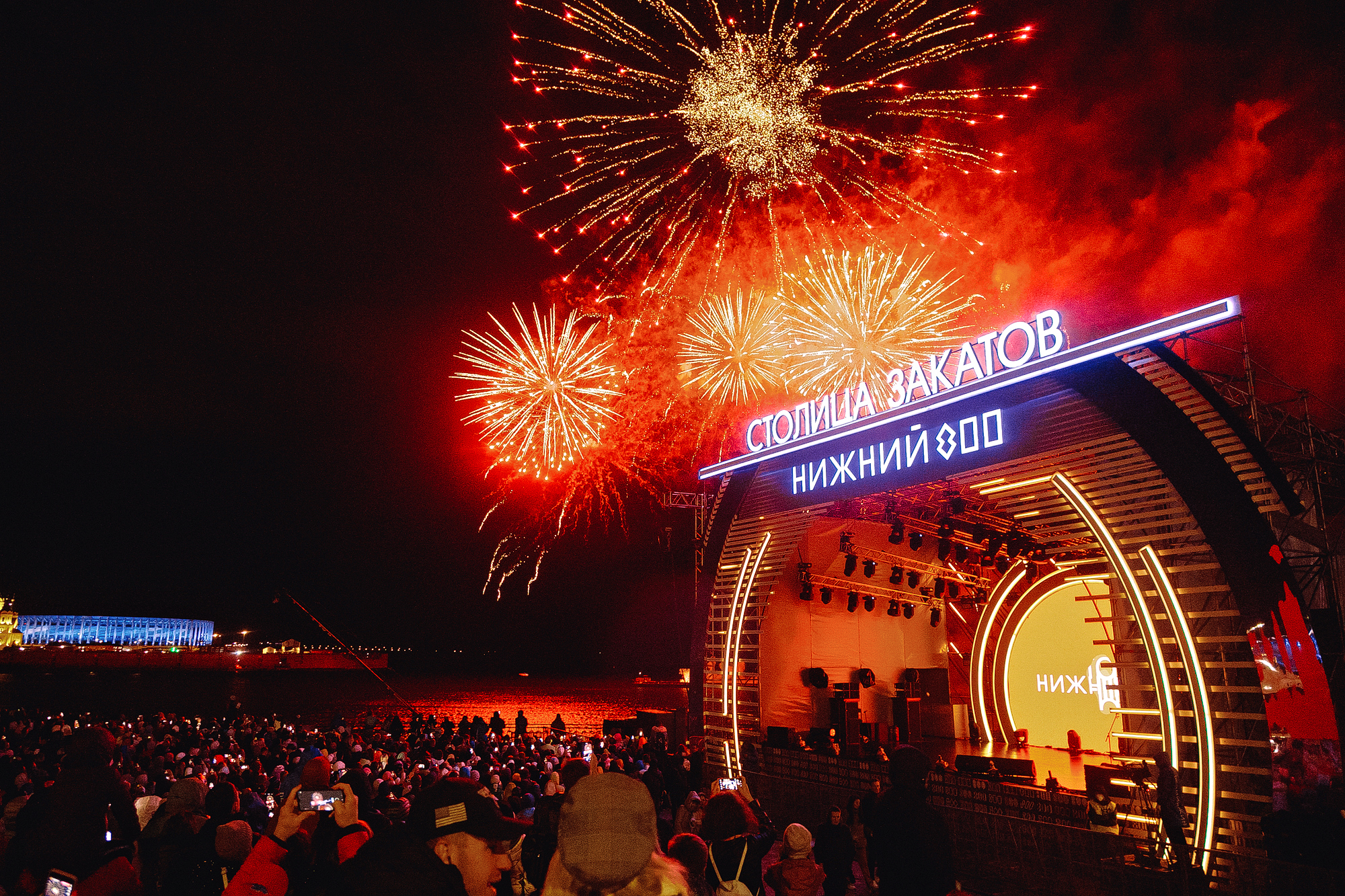
Сцена фестиваля на Нижне-Волжской набережной, 2021

Концерт группы «Моя Мишель» в «Ракушке» в Александровском саду, 2023 год.jpg

Название фестиваля связано с неофициальным статусом Нижнего Новгорода. Сами жители говорят о городе как о столице закатов. Дело в том, что исторический центр на Дятловых горах развернут на северо-запад, благодаря чему панорама на уходящее за горизонт солнце открывается с разных точек.
Географическая особенность, природный бренд и неофициальный статус Нижнего Новгорода легли в основу мультижанрового музыкального фестиваля «Столица закатов».

## История фестиваля
Впервые фестиваль «Столица закатов» прошёл в 2021 году и стал одним из главных событий программы празднования 800-летия Нижнего Новгорода. Изначально фестиваль проходил на Нижне-Волжской набережной каждую субботу в течение лета. После каждого концерта пиротехнические команды России устраивали фейерверк над акваторией Волги и Оки.
В 2021 году на фестивале «Столица закатов» выступило более 30 артистов разных жанров, среди которых «Хор Турецкого», Леонид Агутин, Элджей, Клава Кока, Диана Арбенина и «Ночные снайперы», HammAli & Navai, Иманбек, Zivert.
В 2021 году дуэт Going Deeper написали гимн «Столицы закатов», который впервые был исполнен на открытии фестиваля.
С 2022 года фестиваль стал ежегодным и мультижанровым. Событие охватывает большее количество площадок в центре города. «Столица закатов» проходит каждые летние выходные — с пятницы по воскресенье в течение лета.
В списке хедлайнеров 2022 года — «Моя Мишель», Zventa Sventana, Меджикул, группа «Сироткин», Тося Чайкина, группа «Обе Две», OQJAV, Pompeya, «Копы в огне», Антоха МС и другие.
В 2023 году в фестивале приняли участие Квинтет Сергея Мазаева, группа «Моя Мишель», JP big band, «by Индия», Маргулис, Feduk, Аrmir Lee, ZOLOTO.
В 2023 году в рамках проекта вышел музыкальный альбом «Молодости свойственно», посвящённый Нижнему Новгороду и закатам. В нём приняли участие электронные музыканты из России, Армении и Республики Беларусь: Matvey Emerson, Going Deeper, Gorgon Breath (Армения), бейслайн-музыкант Armodine, дуэт Asketa & Natan Chaim (Республика Беларусь).
В 2024 году среди приглашённых артистов — Mary Gu, группа «Сироткин», The Hatters, группа «Три дня дождя», Валерий Сюткин и Light Jazz и джазовая певица из Великобритании Эмма Смит.
Большинство мероприятий фестиваля предполагает бесплатный вход, часть концертов — по билетам.

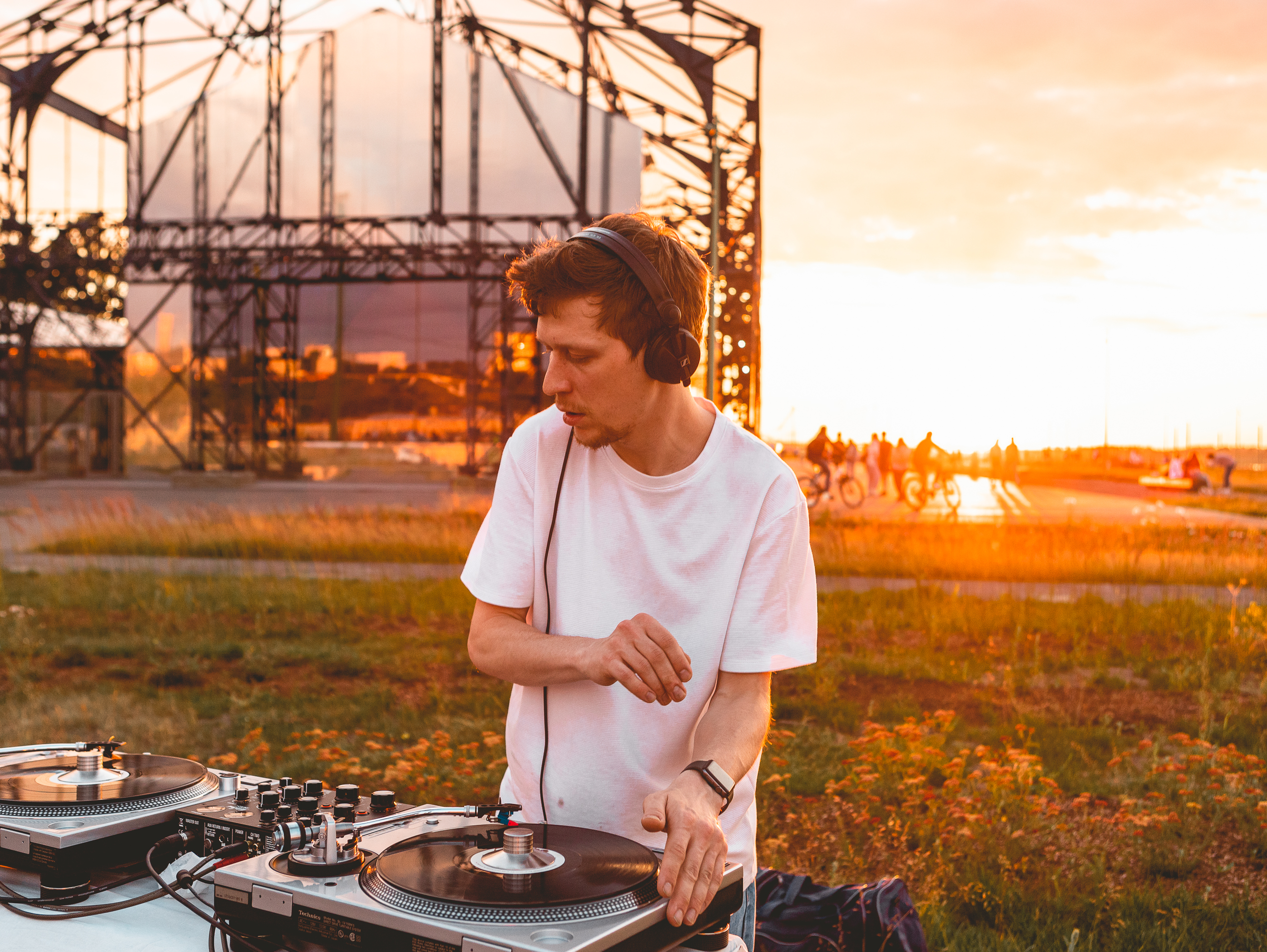
Выступление диджея на фестивале «Столица закатов. Соло на закате» на Стрелке, 2022

## Площадки и направления
В 2021 году у фестиваля «Столица закатов» была единственная площадка — сцена на Нижне-Волжской набережной. Концерты проходили каждую субботу в течение лета.
В 2022 году событие трансформировалось. Выступления стали проходить на разных площадках, благоустроенных к 800-летию города.
Кроме того, с 2022 года внутри фестиваля образовалось несколько направлений:
- «Столица закатов. Соло на закате» — выступления местных уличных музыкантов на фоне заката и социальные танцы. Площадки: территория Стрелки, Нижне-Волжская набережная, набережная Федоровского, смотровая площадка на площади Сенной, Нижегородский кремль.
- «Столица закатов. Искра» — диджей-сеты с танцевальной музыкой, а также гастрономические и социальные мероприятия, в том числе детские, научно-популярные лектории. Площадка: сквер Свердлова.Городской праздник в рамках направления фестиваля «Столица закатов. Искра»

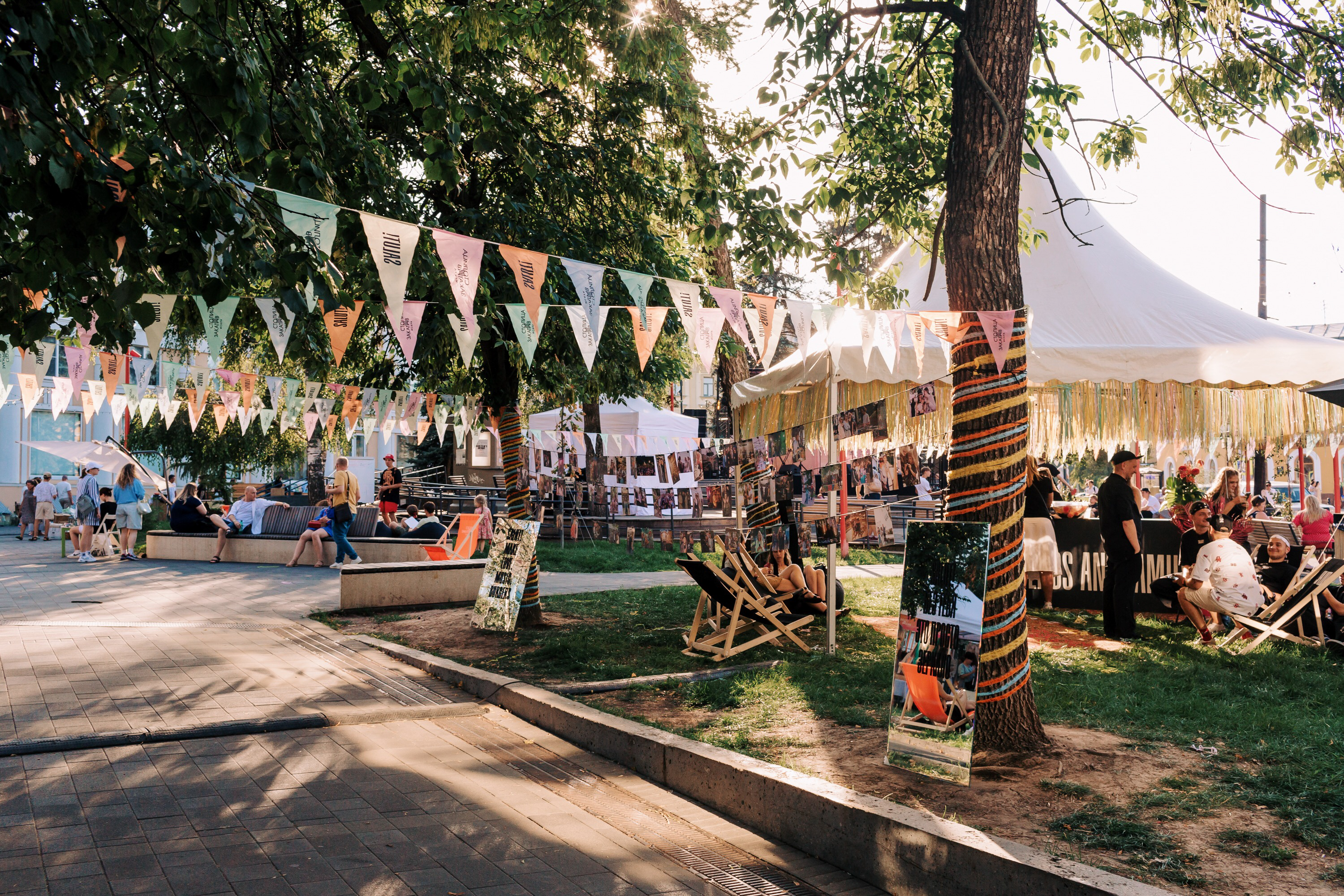
Городской праздник в рамках направления фестиваля «Столица закатов. Искра»

- «Столица закатов. Ракушка» — акустические концерты популярных музыкантов по субботам, классическая музыка по воскресеньям. Площадка: восстановленная летняя сцена «Ракушка» в Александровском саду.
- «Столица закатов. После заката» — вечеринки с электронной музыкой. Площадка: арт-кластер «Красная Слобода».

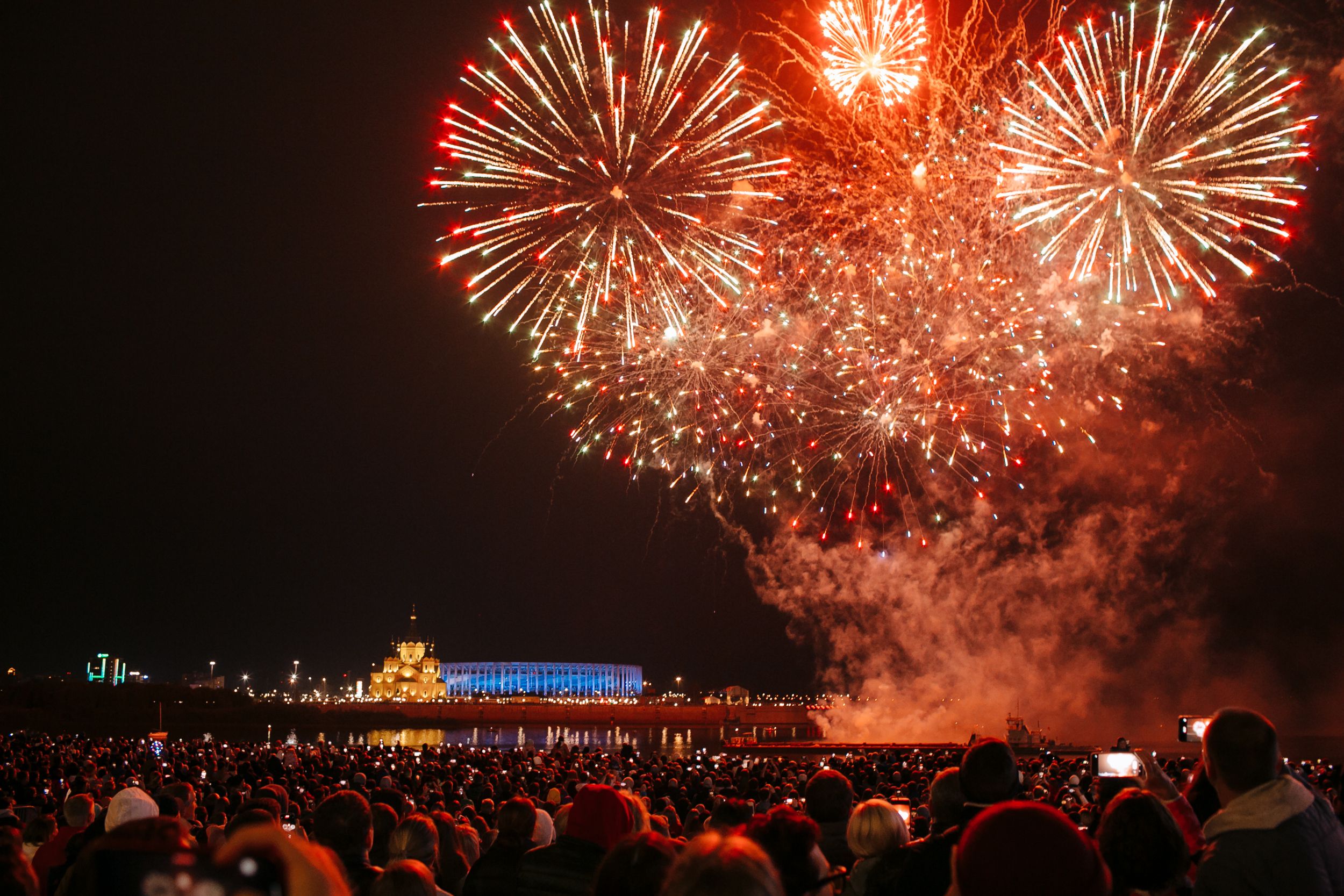
Фейерверк над акваторией рек на фестивале «Столица закатов», 2021

У фестиваля с 2022 года есть и гастрономическая составляющая — «Гастрономическая Рождественская». Это гастрофестиваль на улице Рождественской, которая каждую субботу лета становится пешеходной, там устанавливают веранды, а кафе и рестораны предлагают специальное меню.

## Награды
Фестиваль «Столица закатов» был отмечен престижными наградами:
- Национальная премия Russian Event Awards (2021 г.) в номинации «Лучшее туристическое событие в гибридном формате»;
- Международная премия Russian Event Awards (2023 г.) в номинации «Национальное событие»;
- Премия событийной индустрии EFEA AWARDS (2023 г.) в номинации «Событие года» (по итогам народного голосования);
- Международный фестиваль рекламы и маркетинговых коммуникаций Silver Mercury (2024 г.) в номинации «Лучшее создание бренда, учитывающего локальную/территориальную специфику».

Промокампания Нижнего Новгорода 2022 года, которая включала фестиваль «Столица закатов», победила в премии E+ Awards, а также вошла в тройку лучших проектов XXVI национальной премии «Серебряный лучник» в номинации «Развитие и продвижение территорий».
Кроме того, фестиваль «Гастрономическая Рождественская» в 2023 году получил гран-при премии Russian Event Awards в номинации «Лучшее событие в области гастрономического туризма в населенном пункте с численностью свыше 100 000 человек».

## Фотогалерея

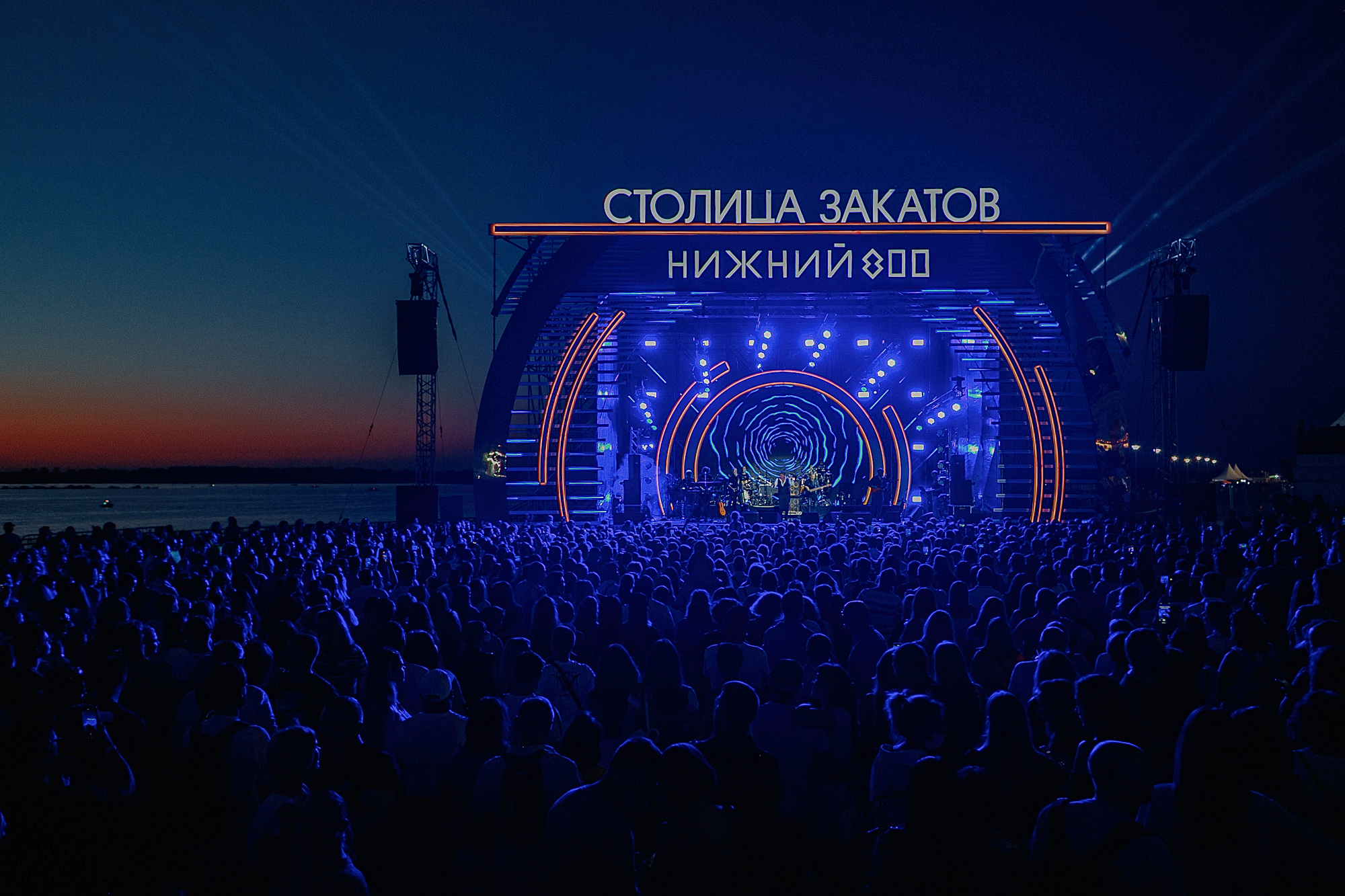
Концерт Леонида Агутина на фестивале, 2021
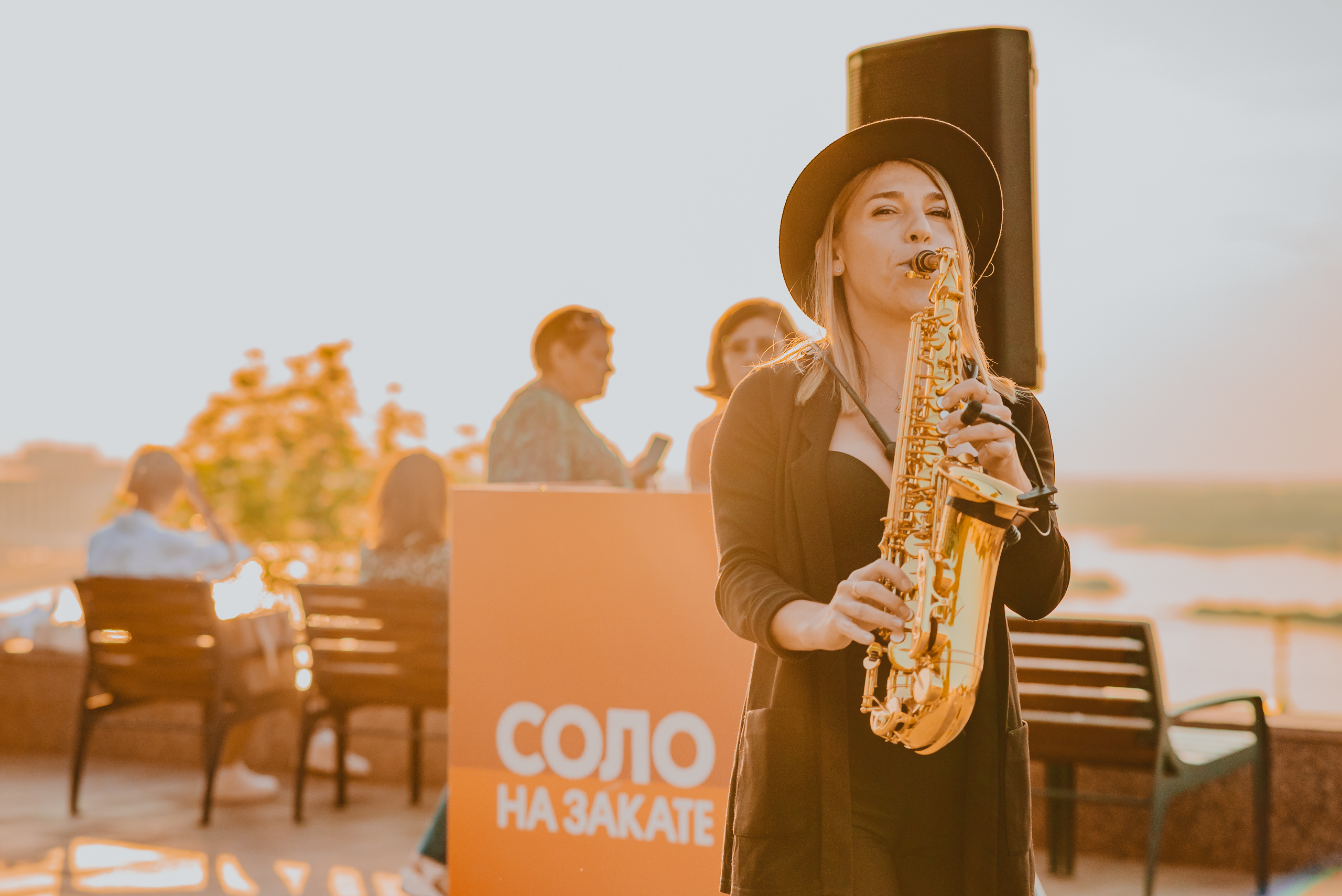
Смотровая площадка в Нижегородском кремле стала ещё одной локацией фестиваля в 2024 году
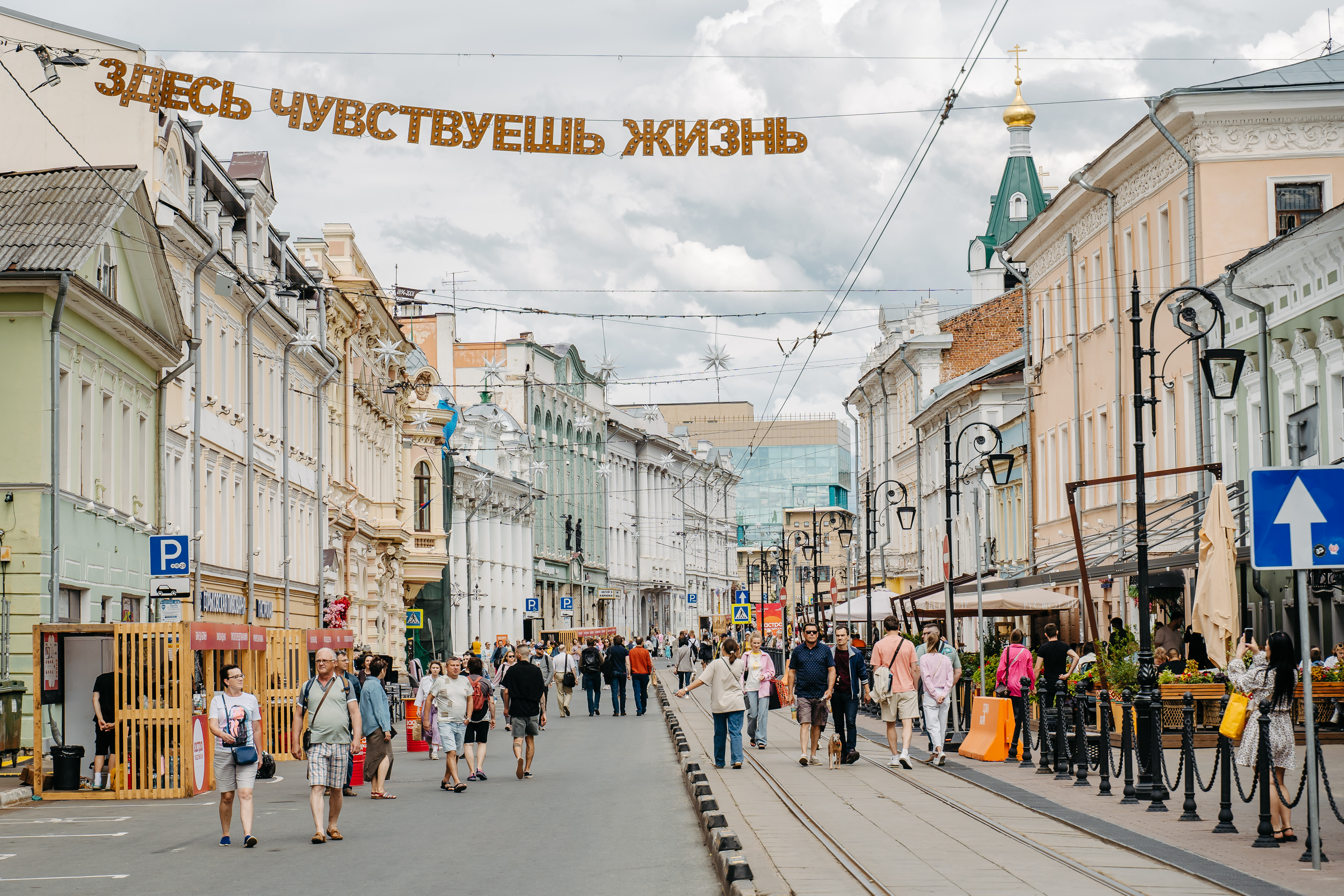
Во время фестиваля «Гастрономическая Рождественская» улица Рождественская становится пешеходной
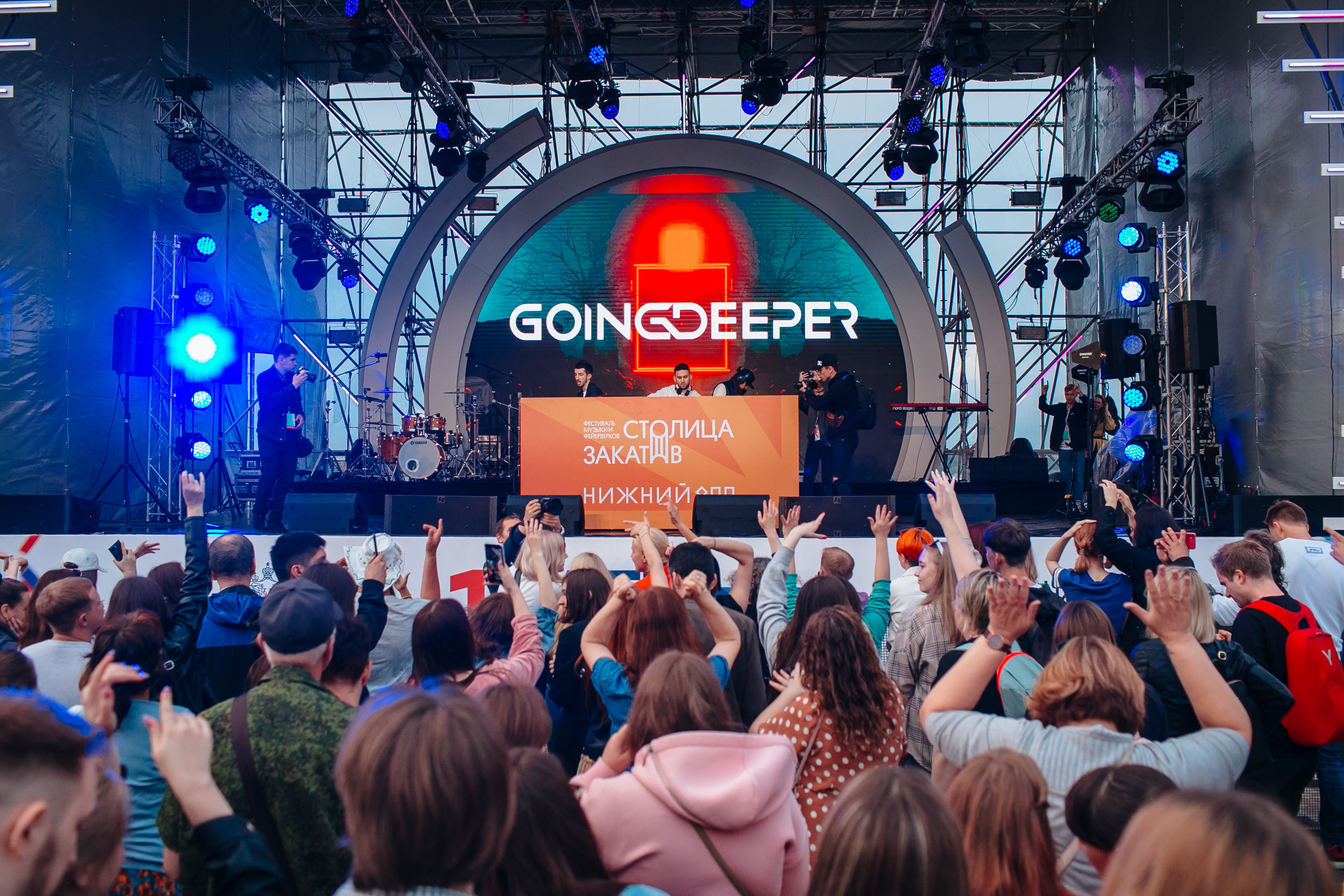
Исполнение гимна фестиваля от Going Deeper, 2021
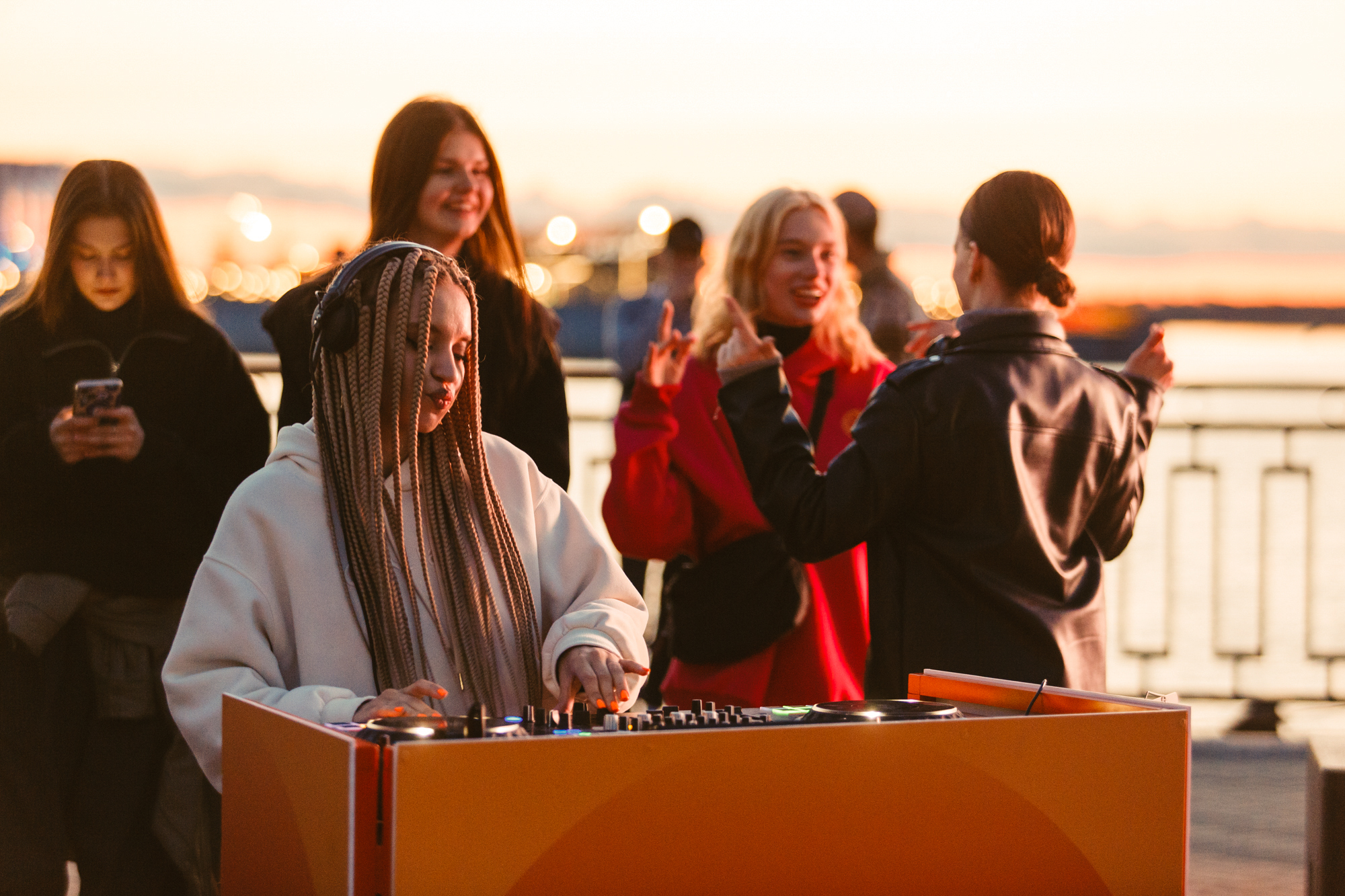
Выступление диджея на фестивале «Столица закатов. Соло на закате» на Нижне-Волжской набережной, 2023
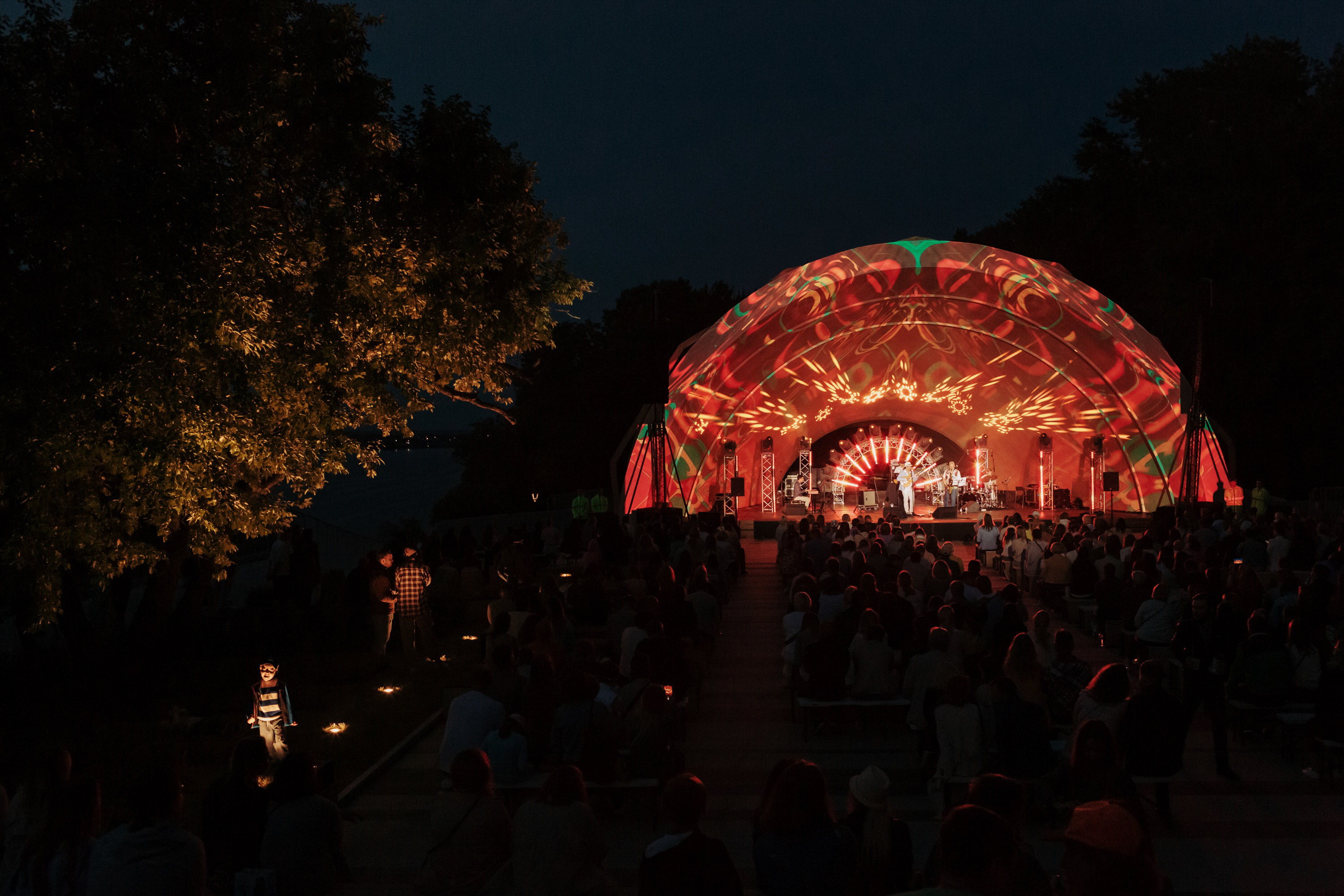
Световое оформление сцены «Ракушка», 2023
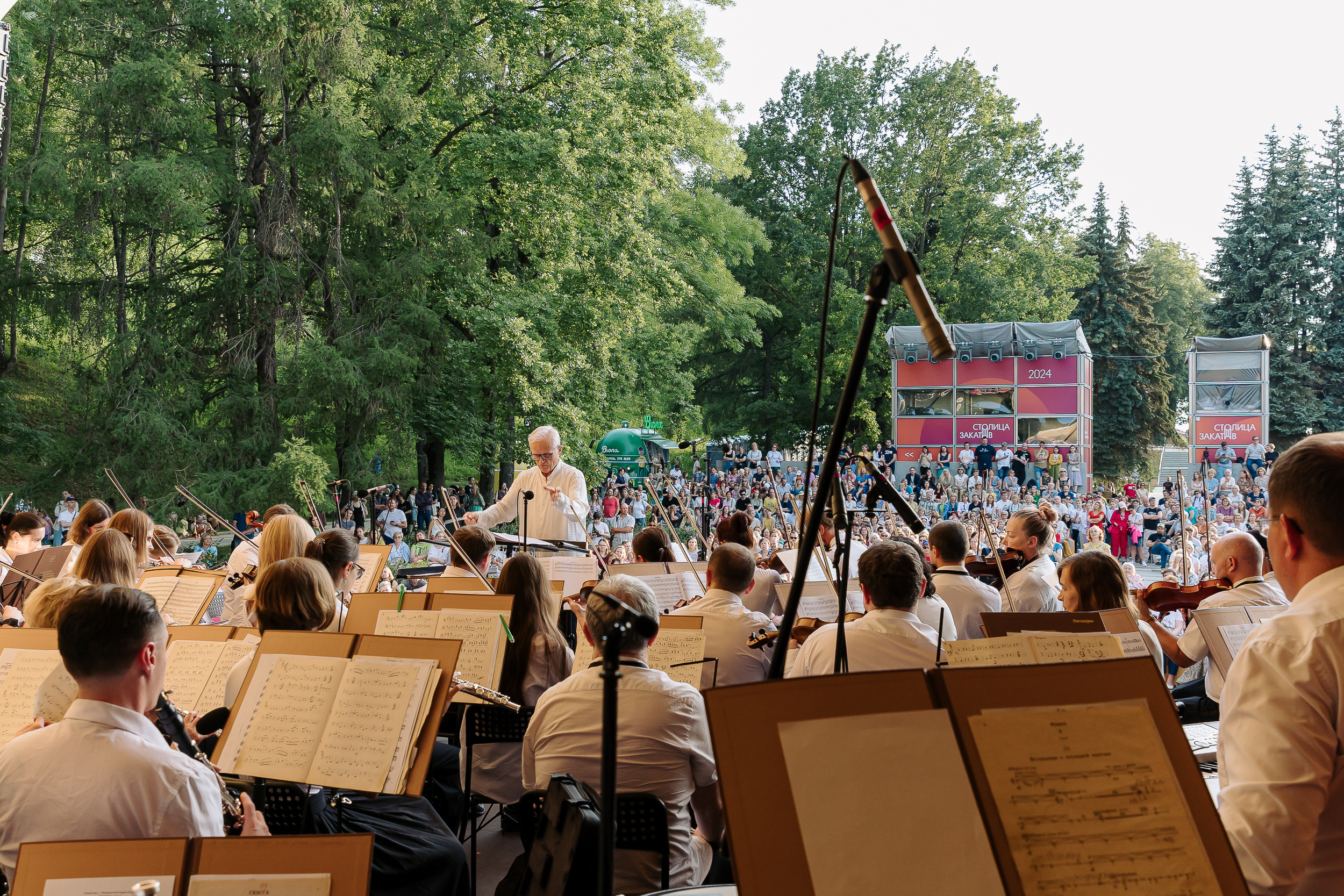
Каждое воскресенье на фестивале в Александровском саду звучит классическая музыка
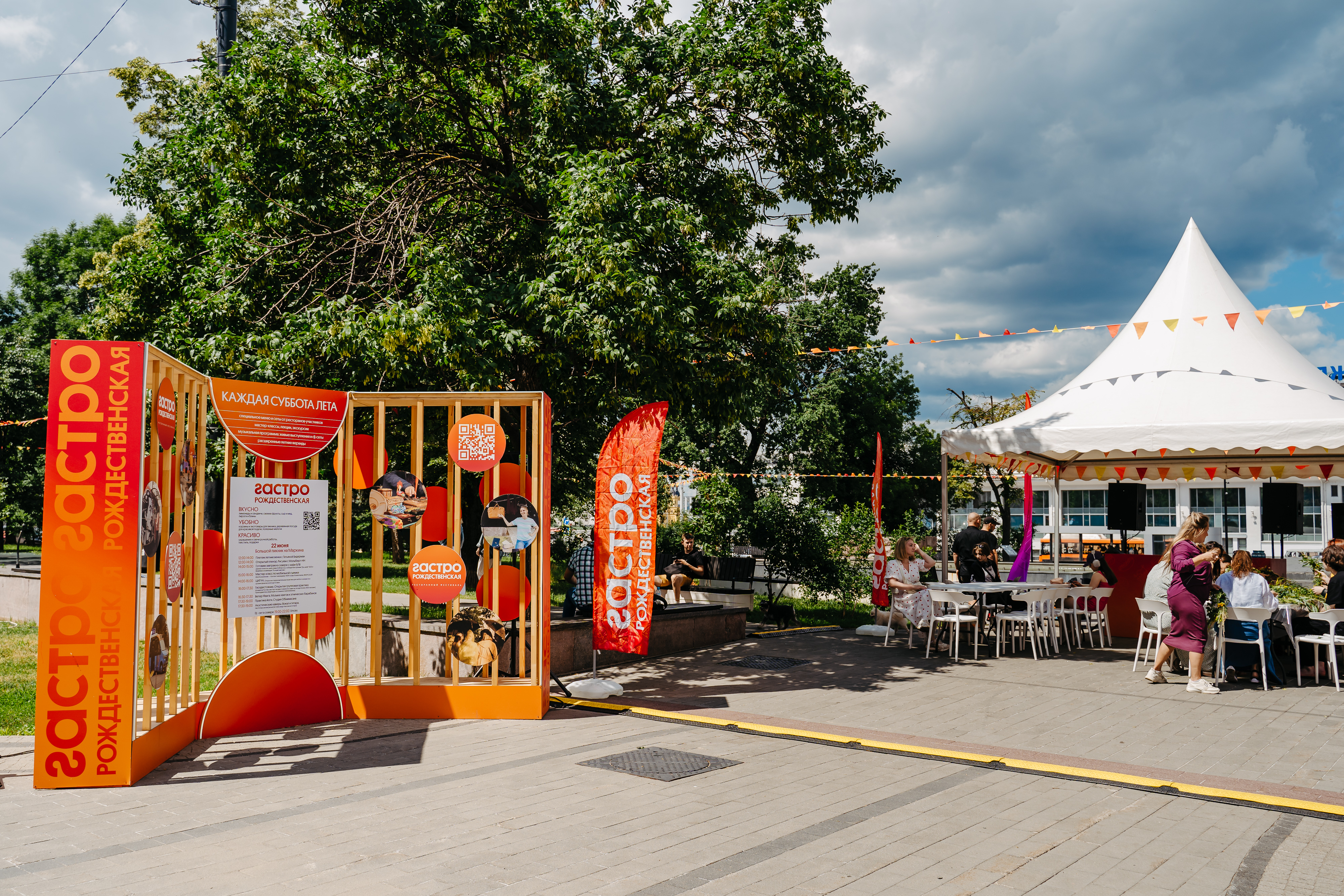
«Гастрономическая Рождественская» — одно из направлений фестиваля
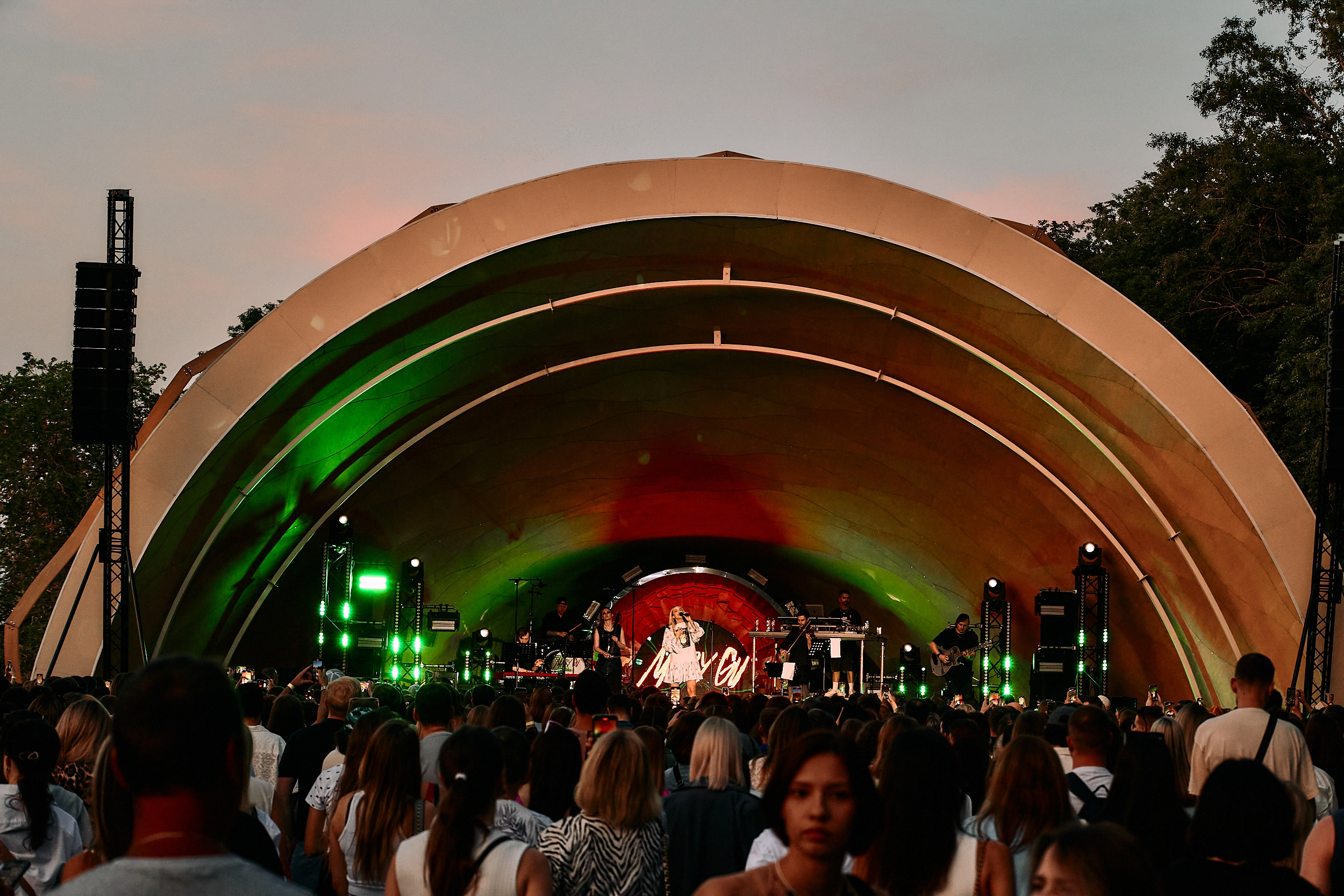
Концерт Mary Gu на фестивале, 2024
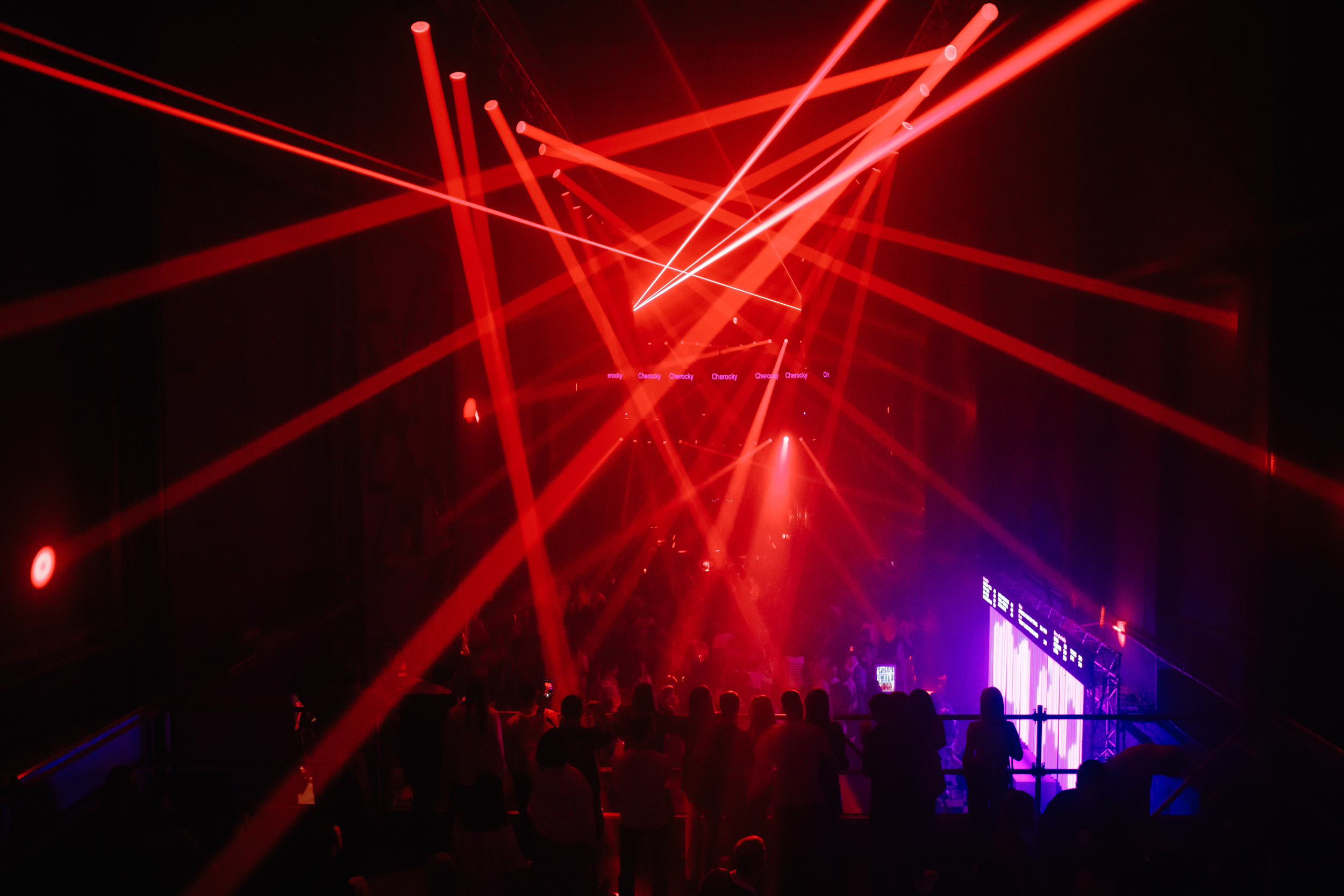
Ночная вечеринка в рамках направления фестиваля «Столица закатов. После заката», 2023
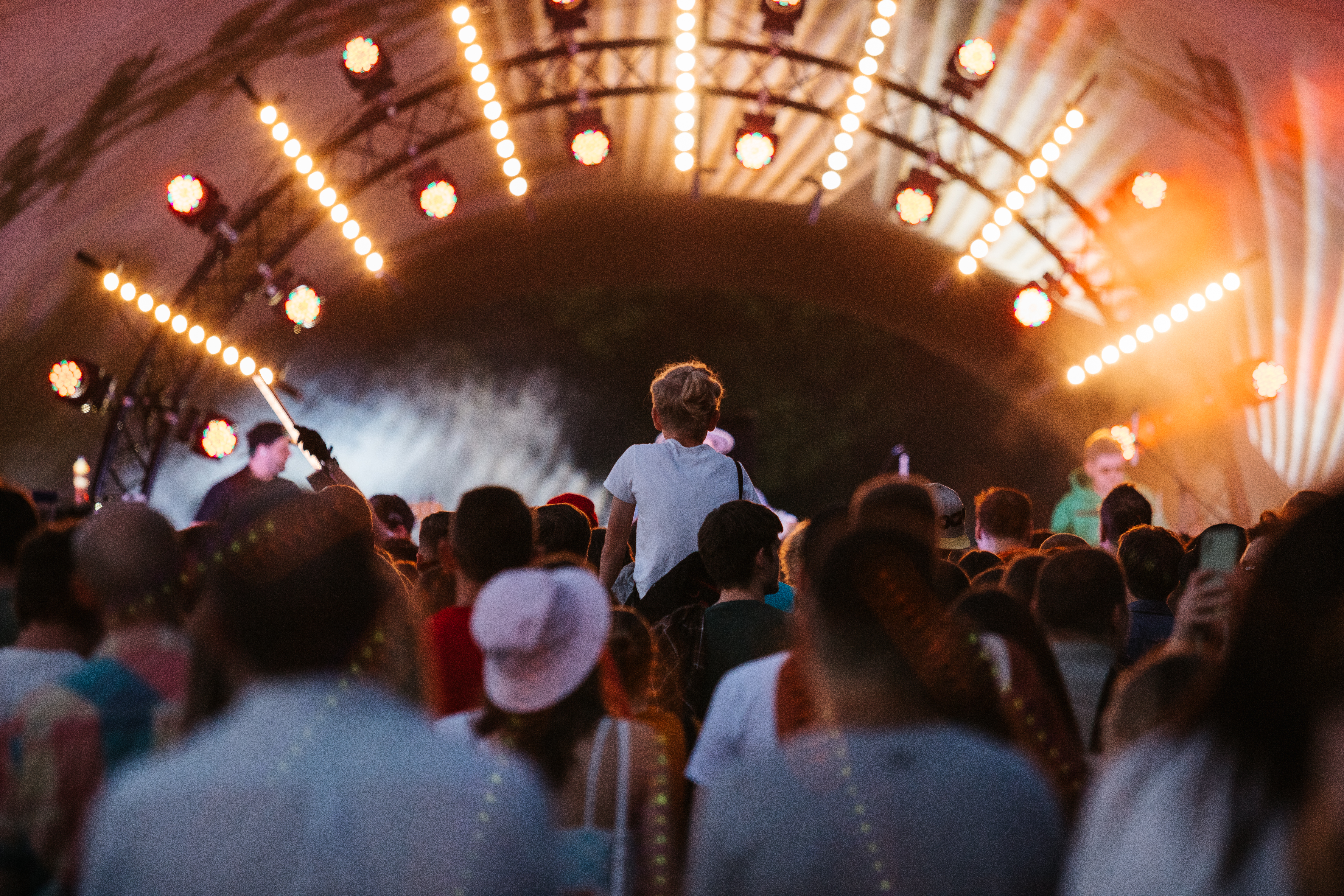
Сцена «Ракушка» в Александровском саду
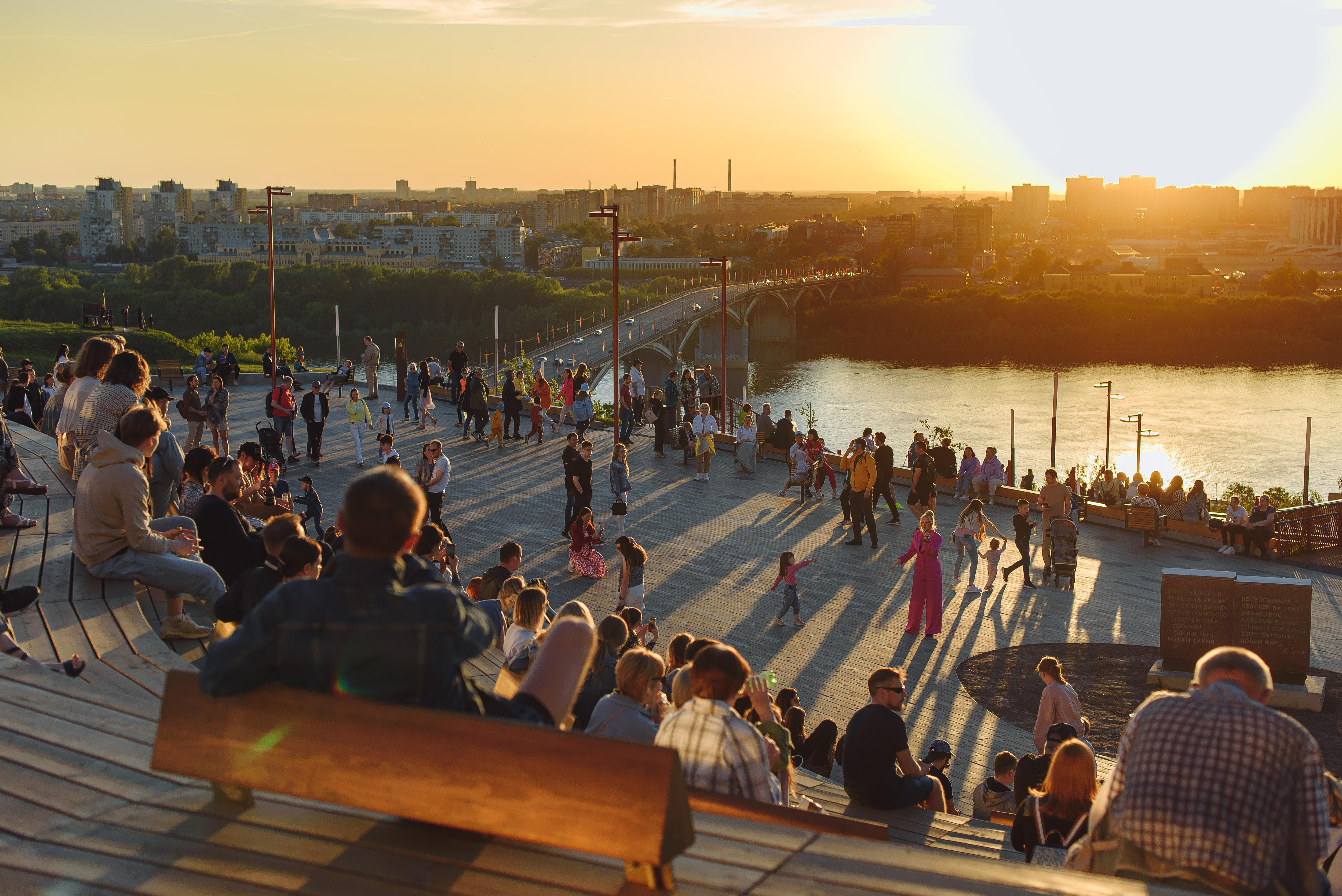
Набережная Федоровского — одна из площадок для концертов фестиваля «Столица закатов. Соло на закате»
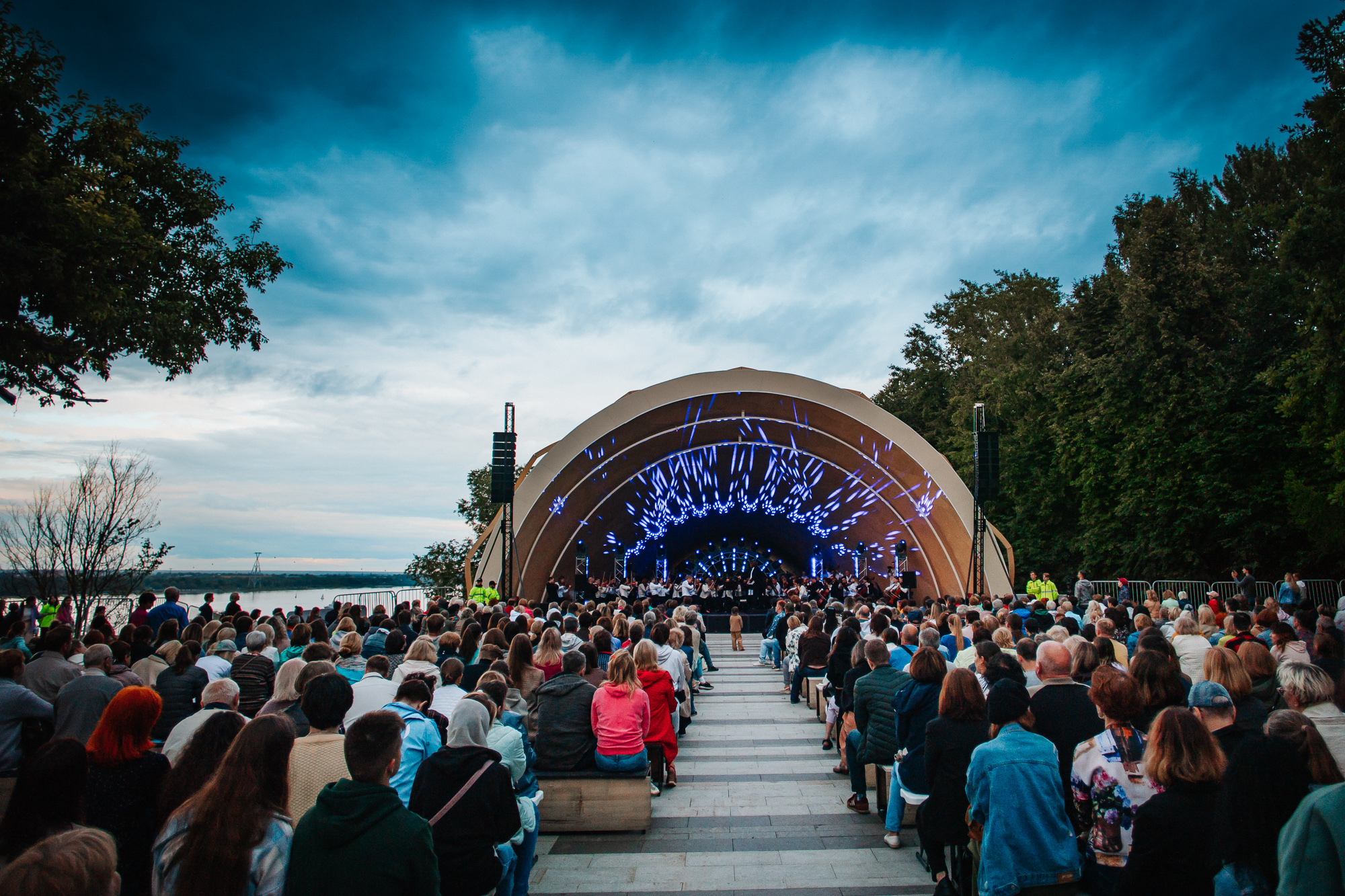
Концерт классической музыки на фестивале, сцена «Ракушка» в Александровском саду, 2023
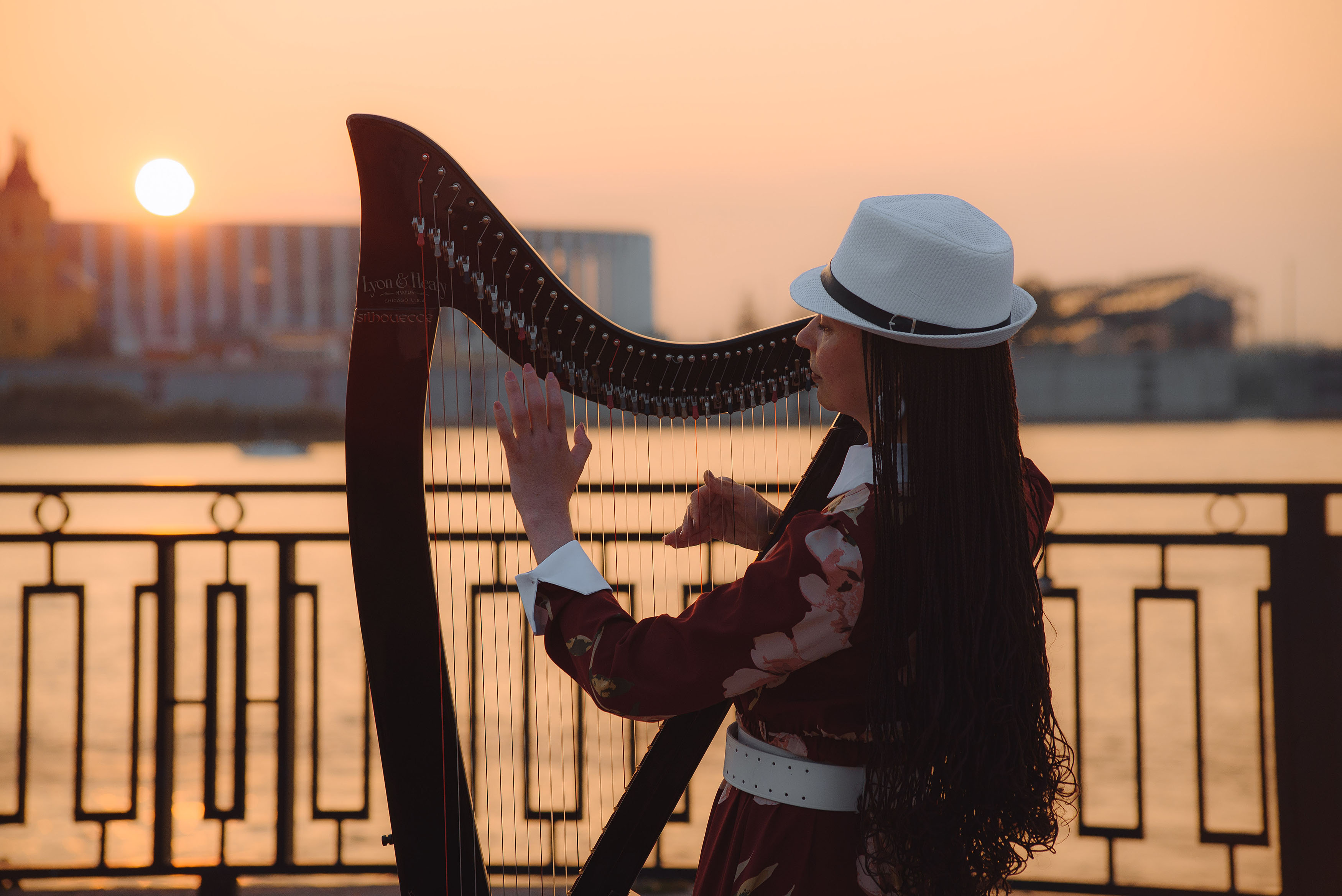
Уличные музыканты выступают в течение каждого летнего уик-энда на видовых площадках города
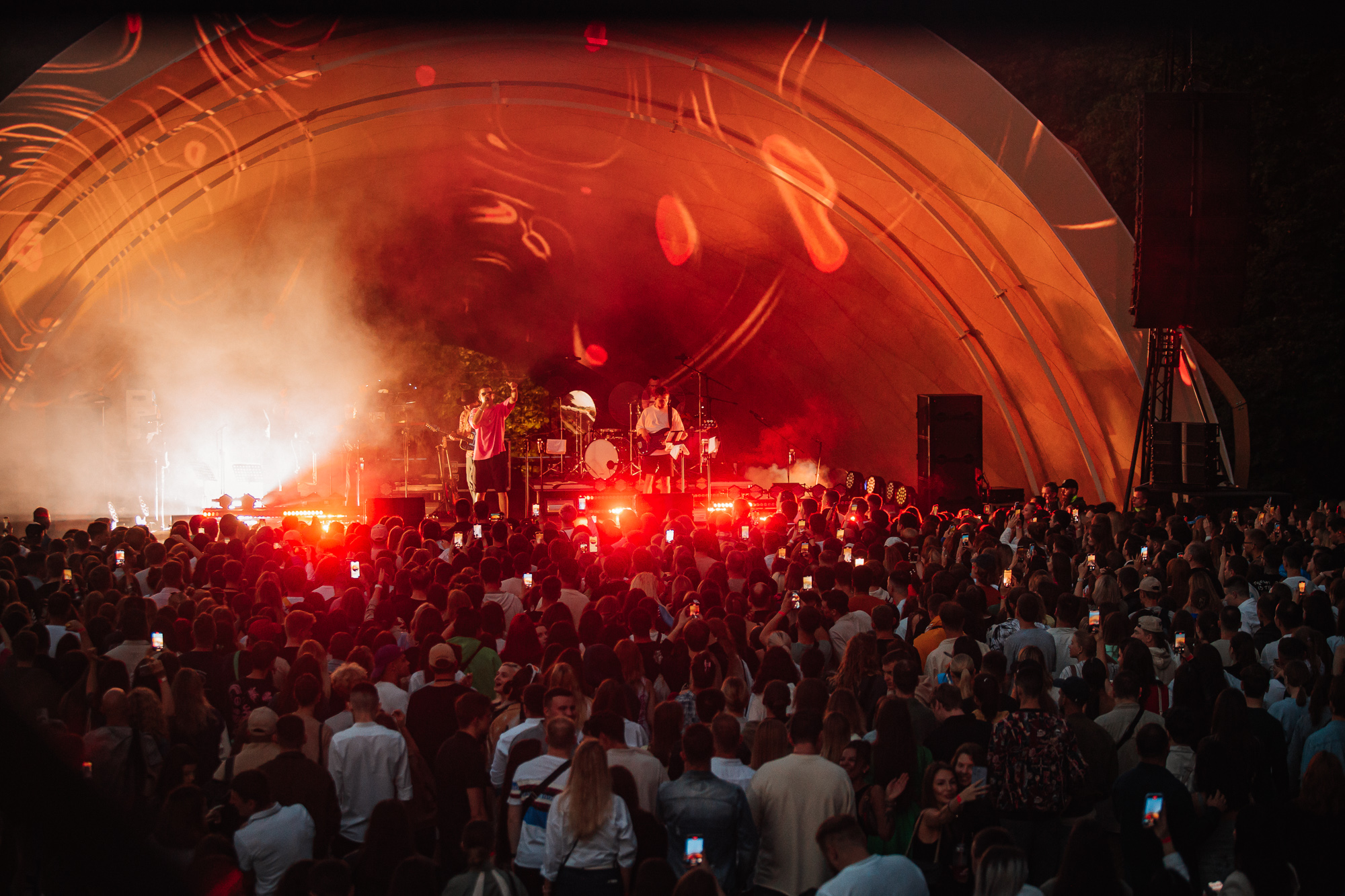
FEDUK на фестивале на сцене «Ракушка» в Александровском саду, 2023